# MLB All-Star Game 2019
Das MLB All-Star Game 2019 war die 90. Auflage des Major League Baseball All-Star Game zwischen den Auswahlteams der American League (AL) und der National League (NL). Es hat am 9. Juli 2019 im Progressive Field in Cleveland stattgefunden. Die American League gewann das Spiel mit 4-3, damit war es der siebte Sieg in Folge für die American League. Shane Bieber wurde MVP genannt.
Die Entscheidung, Cleveland als Gastgeberstadt zu benennen, wurde am 27. Januar 2017 vom Baseball-Kommissar der Major League Rob Manfred bekannt gegeben. Es war das sechste All-Star Game in Cleveland und das erste seit 1997. Damit sind die Indians das Team, das bis jetzt die meisten All-Star Games veranstaltet hat. Es war auch das erste Mal seit 2014, dass ein Team der American League die Veranstaltung ausrichtet. Dieses All-Star Game fiel auch mit dem 25-jährigen Jubiläum des Progressive Field zusammen und machte es zum zweiten All-Star Game auf dem Spielfeld. Alex Cora vom World Series Champion Boston Red Sox war die American League leiten und Dave Roberts von den Los Angeles Dodgers war die National League zum zweiten Mal in Folge leiten.

## Roster-Abstimmung
Das Fan-Voting begann am 4. April und endete am 30. Juni. Wie bereits bei den vergangenen All-Star Games waren die meistgewählten Spieler bei jeder Position die Starter für ihre jeweiligen Positionen. Ausnahmen bestehen bei Verletzungen, durch Aussetzungen oder anderer Probleme. Die Reserve-Spieler werden in einer komplizierteren Weise ausgewählt.

## Rosters

### National League
| Position | Spieler           | Team         | All-Star Games |
| -------- | ----------------- | ------------ | -------------- |
| C        | Willson Contreras | Cubs         | 2              |
| 1B       | Freddie Freeman   | Braves       | 4              |
| 2B       | Ketel Marte       | Diamondbacks | 1              |
| 3B       | Nolan Arenado     | Rockies      | 5              |
| SS       | Javier Báez       | Cubs         | 2              |
| OF       | Ronald Acuña Jr.  | Braves       | 1              |
| OF       | Cody Bellinger    | Dodgers      | 2              |
| OF       | Christian Yelich  | Brewers      | 2              |

| Position | Spieler          | Team      | All-Star Games |
| -------- | ---------------- | --------- | -------------- |
| C        | Yasmani Grandal  | Brewers   | 2              |
| C        | J. T. Realmuto   | Phillies  | 2              |
| 1B       | Pete Alonso      | Mets      | 1              |
| 1B       | Josh Bell        | Pirates   | 1              |
| 1B       | Max Muncy        | Dodgers   | 1              |
| 2B       | Mike Moustakas   | Brewers   | 3              |
| 3B       | Kris Bryant      | Cubs      | 3              |
| 3B       | Anthony Rendon   | Nationals | 1              |
| SS       | Paul DeJong      | Cardinals | 1              |
| SS       | Trevor Story     | Rockies   | 2              |
| OF       | Charlie Blackmon | Rockies   | 4              |
| OF       | David Dahl       | Rockies   | 1              |
| OF       | Jeff McNeil      | Mets      | 1              |

| Spieler          | Team         | All-Star Games |
| ---------------- | ------------ | -------------- |
| Sandy Alcántara  | Marlins      | 1              |
| Walker Buehler   | Dodgers      | 1              |
| Luis Castillo    | Reds         | 1              |
| Jacob deGrom     | Mets         | 3              |
| Sonny Gray       | Reds         | 2              |
| Zack Greinke     | Diamondbacks | 6              |
| Josh Hader       | Brewers      | 2              |
| Clayton Kershaw  | Dodgers      | 8              |
| Hyun-jin Ryu     | Dodgers      | 1              |
| Max Scherzer     | Nationals    | 7              |
| Will Smith       | Giants       | 1              |
| Mike Soroka      | Braves       | 1              |
| Felipe Vázquez   | Pirates      | 2              |
| Brandon Woodruff | Brewers      | 1              |
| Kirby Yates      | Padres       | 1              |

### American League
| Position | Spieler          | Team    | All-Star Games |
| -------- | ---------------- | ------- | -------------- |
| C        | Gary Sánchez     | Yankees | 2              |
| 1B       | Carlos Santana   | Indians | 1              |
| 2B       | DJ LeMahieu      | Yankees | 3              |
| 3B       | Alex Bregman     | Astros  | 2              |
| SS       | Jorge Polanco    | Twins   | 1              |
| OF       | George Springer  | Astros  | 3              |
| OF       | Mike Trout       | Angels  | 8              |
| OF       | Michael Brantley | Astros  | 4              |
| DH       | Hunter Pence     | Rangers | 4              |

| Position | Player           | Team      | All-Star Games |
| -------- | ---------------- | --------- | -------------- |
| C        | James McCann     | White Sox | 1              |
| 1B       | José Abreu       | White Sox | 3              |
| 1B       | Daniel Vogelbach | Mariners  | 1              |
| 2B       | Tommy La Stella  | Angels    | 1              |
| 2B       | Brandon Lowe     | Rays      | 1              |
| 2B       | Gleyber Torres   | Yankees   | 2              |
| 3B       | Matt Chapman     | Athletics | 1              |
| SS       | Xander Bogaerts  | Red Sox   | 2              |
| SS       | Francisco Lindor | Indians   | 4              |
| OF       | Mookie Betts     | Red Sox   | 4              |
| OF       | Joey Gallo       | Rangers   | 1              |
| OF       | Austin Meadows   | Rays      | 1              |
| OF       | Whit Merrifield  | Royals    | 1              |
| DH       | J. D. Martinez   | Red Sox   | 3              |

| Player           | Team      | All-Star Games |
| ---------------- | --------- | -------------- |
| José Berríos     | Twins     | 2              |
| Shane Bieber     | Indians   | 1              |
| Aroldis Chapman  | Yankees   | 6              |
| Gerrit Cole      | Astros    | 3              |
| Shane Greene     | Tigers    | 1              |
| Lucas Giolito    | White Sox | 1              |
| Brad Hand        | Indians   | 3              |
| Liam Hendriks    | Athletics | 1              |
| John Means       | Orioles   | 1              |
| Mike Minor       | Rangers   | 1              |
| Charlie Morton   | Rays      | 2              |
| Jake Odorizzi    | Twins     | 1              |
| Ryan Pressly     | Astros    | 1              |
| Marcus Stroman   | Blue Jays | 1              |
| Masahiro Tanaka  | Yankees   | 2              |
| Justin Verlander | Astros    | 8              |

## Auswahl des Gastgebers
Die Ausschreibung für das All-Star Game 2019 begann im Jahr 2014. Die Wahl Clevelands für das All-Star Game 2019 wurde stark von zwei Hauptfaktoren beeinflusst. Die erste betrifft die jüngste Verbesserung in der gesamten Innenstadt von Cleveland. Der zweite Faktor ist der jüngste Erfolg der Indians. Höhepunkt dieses Erfolges war der Auftritt in der World Series 2016. Kommissar Manfred sprach von der Stadt und ihrer Reaktion auf die World Series und erklärte: „Cleveland ist eine Baseballstadt und wird ein großartiger Gastgeber für den Klassiker sein“. Auch die jüngsten Renovierungen und Verbesserungen im Progressive Field beeinflussten die Entscheidung.

## Logo
Die Indians und Major League Baseball enthüllten das von einer E-Gitarre inspirierte Logo für das All-Star Game 2019 am 7. August 2018.